# Лоціо
Лоціо (італ. Lozio) — муніципалітет в Італії, у регіоні Ломбардія,  провінція Брешія.
Лоціо розташоване на відстані близько 490 км на північ від Рима, 105 км на північний схід від Мілана, 55 км на північ від Брешії.
Населення — 417 осіб (2014).

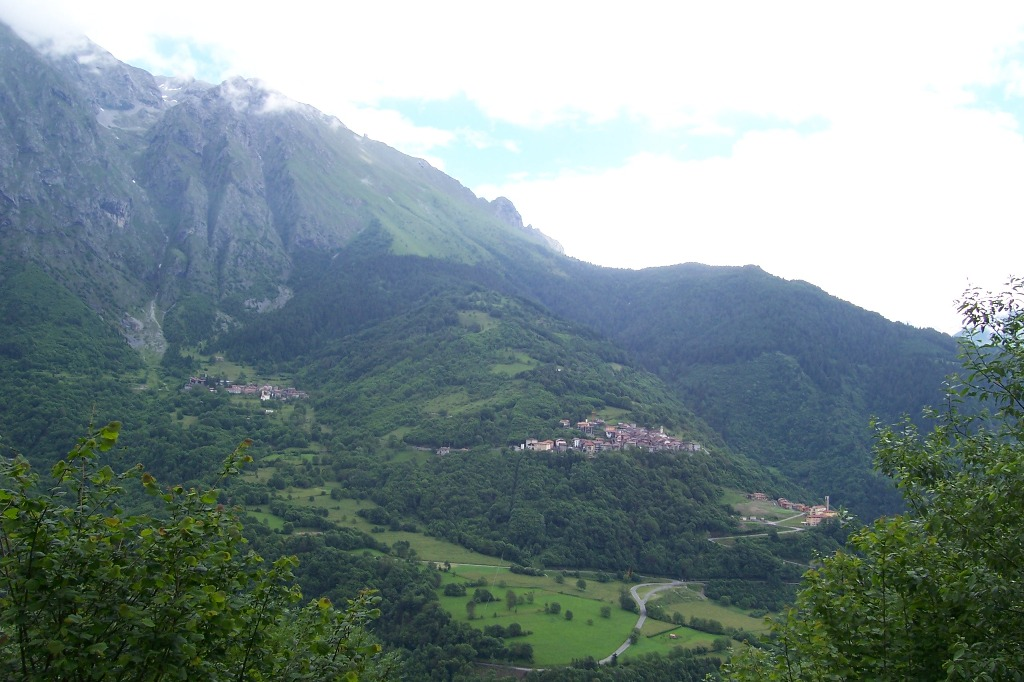

Щорічний фестиваль відбувається 29 червня. Покровитель — San Nazario.

## Демографія
Населення за роками:

Станом на 1 січня 2023 року в муніципалітеті офіційно проживало 6 іноземців з 6 країн, серед них 3 громадяни країн Євросоюзу.

## Сусідні муніципалітети
- Червено
- Маленьо
- Оссімо
- Скільпаріо